# ریچارد آلبرتین
ریچارد آلبرتین (انگلیسی: Richard Albertine؛ ۳۱ مهٔ ۱۹۴۴ – ۲۳ مارس ۲۰۱۶) یک عکاس آمریکایی بود. او به ارتقای عکاسی پرتره‌ سبک عکس فوری در آمریکا کمک کرد. آلبرتین بعدها روی عکاسی از گیاهان لوئیزیانا، مستندسازی بلوط، سرو، صحنه‌های مرداب و گیاهان در حال پوسیدگی تمرکز کرد.

## زندگی‌نامه
در طول دهه ۱۹۷۰، کار او بر گرفتن خانواده اش در لحظات خودجوش متمرکز بود.ریچارد آلبرتین در سال ۱۹۴۴ در نوریچ، کنتیکت به دنیا آمد. او عکاسی را از نوجوانی شروع کرد و اولین جایزه نقدی خود را در یک مسابقه عکاسی که توسط روزنامه هارتفورد تایمز در کنتیکت برگزار شد، گرفت. او با عکس بچه‌های خیابان امبروز (۱۹۶۳)، پرتره‌ای از سه کودک بی‌خانمان از خیابان‌های راچستر، نیویورک به این جایزه دست پیدا کرد. او با آزمایش عناصر موجود در خانه، به دنبال ارتقای عکاسی خود از طریق ترکیب‌بندی بود. لیزا (۱۹۷۱) پرتره دختر شیرخوارش در پشت پرده، و کلی (۱۰۷۱) پرتره پسرش زیر پنجره، نمونه‌هایی از این تلاش هستند. در سال ۱۹۷۴ این عکس‌ها در مجله اسنپ‌شاتز منتشر شد، همینطور بر روی جلد مجله اپرچر که توسط جاناتان گرین ویرایش شد، منتشر شد، این مجله به دنبال برجسته کردن هنرمندانی بود که با عکاسی فوری بدون نمایش کار می‌کردند. 
در همان زمان، آلبرتین روی ارتقاء آموزش رسمی خود متمرکز شد. او در برنامه عکاسی مؤسسه فناوری راچستر ثبت نام کرد و در سال ۱۹۷۰ با مدرک لیسانس فارغ‌ التحصیل شد. او سپس برای تکمیل تحصیلات به مؤسسه فناوری ماساچوست رفت و در آنجا زیر نظر ماینور وایت تحصیل کرد. آخرین سفر تیراندازی با ماینور وایت (۱۹۷۱) گواهی بر رابطه آنهاست.
در سال ۱۹۷۸، آلبرتین به بتن‌روژ، لوئیزیانا نقل مکان کرد و برای گریس گریس، یک مجله محلی کار کرد. او از شخصیت‌هایی مانند خواننده ایرما توماس و فرماندار ادوین ادواردز عکاسی کرد. در نوامبر همان سال، او مقاله‌ای در مورد عملکرد خود نوشت. آلبرتین سه عکس از فرزندانش منتشر کرد و توضیح داد که حس عمیقی از معنویت در عکس‌هایش نفوذ کرده است، و در حالی که در عکاسی نور عامل اصلی برایش بود، روی تمرین در مناسبات و محیط پیرامونش تاکید می‌کرد.
در اواخر دهه ۱۹۸۰ آلبرتین هنر عکاسی خود را بر روی گیاهان لوئیزیانا معطوف کرد. تصویرهای او از جزیره اوری، یک حفاظتگاه طبیعی در نزدیکی سواحل لوئیزیانا، به یکی از ویژگی‌های آثار او تبدیل شد. نمایشگاه‌های این دوره بر نماهایی از بلوط‌های زنده و نخل‌های بومی جزیره و همچنین گیاهان در سواحل رود می‌سی‌سی‌پی و دیگر مناطق وحشی متمرکز بود.
آلبرتین در اوایل دهه ۱۹۹۰ قراردادی برای حمایت از هنرمندان با پولاروید منعقد کرد که طی آن این شرکت در ازای برگزاری نمایشگاه‌های منظم برای نمایش تجهیزات عکاسان، لوازمی را برای عکاسان فراهم می‌کرد. مجموعه پرتره‌های پولاروید آلبرتین موضوع را به عکس‌های لحظه‌ای از زندگی اجتماعی او بازگرداند. او با منابع نوری و حرکت جایگزین آزمایش کرد و مکرراً فلاش دوربین را با تنظیم شاتر «لامپ» پولاروید 110A خود ترکیب کرد. نتیجه مجموعه‌ای از تصویرهای ترکیبی پویا است که پر از انرژی و حرکت است. این عکس‌ها در یک نمایش یک نفره در  بتن‌روژ، لوئیزیانا  به نمایش گذاشته شد.
در سال ۱۹۹۶، کار او در کنار ای. جی. میک و ده‌ها نفر دیگر در کتاب ساوت بای ایتس فوتوگرافرز اثر سوزان سیپل الیوت به نمایش درآمد.
ریچارد آلبرتین در مارس ۲۰۱۶ درگذشت.